# Segunda batalla de Zrínyiújvár
La segunda batalla de Zrínyiújvár  se libró el 27 de noviembre de 1663 como parte de la guerra austro-turca (1663-1664), entre el Reino de Croacia, con el apoyo del Reino de Hungría, bajo el mando de Miklós Zrínyi y el Imperio otomano. La batalla tuvo lugar cerca de Zrínyiújvár (Legrad)  en la actual Croacia, y terminó con la victoria húngarocroata.